# Pesti Posta
A Pesti Posta egy politikai élclap volt 1944-ben. Saját magát Képes élclapnak, az utolsó, november 10-i számban Viccblattnak nevezte.
A Pesti Posta néhány hónapos fennállása idején minden hónap első napján, majd a tizediken, illetve huszadikon jelent meg, a 6. számot leszámítva, amely csak október 25-én került ki a nyomdából. A szeptember 1-jei számban Szálasiról közöltek karikatúrát a következő szöveggel: „Szálasi, aki úgy jön, mintha menne”. Az utolsó szám az 1944. november 10-i volt, ezután - Gábori György szerint - a lap szerkesztőjét, Pesthy Istvánt a Szálasi-karikatúra miatt letartóztatták, és több hónapon át a Gestapo börtöneiben raboskodott.